# Werner Hans Engelhardt
Werner Hans Engelhardt (* 11. Juli 1932; † 28. November 2018) war ein deutscher Wirtschaftswissenschaftler.

## Leben
Mit 22 Jahren graduierte Engelhardt 1954 zum Diplom-Kaufmann. Danach erfolgten Promotion und Habilitation. 1968 nahm Engelhardt zuerst einen Ruf der Wirtschaftsfakultät der Ruhr-Universität Bochum an, wo er zunächst den Lehrstuhl für Finanzierung und Kreditwirtschaft innehatte.
Danach nahm er 1970 den Lehrstuhl für Marketing der Fakultät an, den er bis 1997 mit Peter Hammann innehatte, wobei er mit diesem sowie dem Münsteraner Heribert Meffert deutschlandweit einer der ersten Marketing-Forscher war.
Engelhardt erhielt 1996 die Ehrendoktorwürde der Heinrich-Heine-Universität Düsseldorf. 1979/80 sowie von 1987 bis 1990 war er Dekan der Bochumer Wirtschaftsfakultät. Verschiedene Lehrstuhlinhaber für Betriebswirtschaft wie Klaus Backhaus, Jörg Freiling, Michael Kleinaltenkamp, Wulff Plinke und Martin Reckenfelderbäumer sind ehemalige Mitarbeiter Engelhardts.
Schwerpunktmäßig befasste sich Engelhardt mit Investitionsgütermarketing.
Engelhardt wurde am 6. Dezember 2018 auf dem Südfriedhof in Frankfurt am Main beigesetzt.